# Parafia św. Jadwigi Królowej w Krakowie (Prądnik Biały)
Parafia św. Jadwigi Królowej w Krakowie – parafia rzymskokatolicka należąca do dekanatu Kraków-Krowodrza archidiecezji krakowskiej na os. Krowodrza Górka przy ul. Łokietka.
Została utworzona w 1981. 
Kościół parafialny wybudowany w latach 1980–1990, konsekrowany w 1990.

## Grupy parafialne
- Wspólnoty Kręgi Domowego Kościoła
- Duszpasterstwo akademickie
- Służba liturgiczna
- Ruch Światło-Życie „Oaza”
- Wspólnota Żywego Różańca
- Parafialny oddział Akcji Katolickiej
- Zespół charytatywny
- Koło przyjaciół Radia Maryja
- Krąg biblijny
- Duszpasterstwo kolejarzy
- Wspólnota anonimowych narkomanów
- Wspólnota „Wiara i Światło” – grupa niepełnosprawnych
- Chór Parafialny
- Schola dziecięca
- Duszpasterska Rada parafialna